# Nørreskov, Værløse
Nørreskov är en skog i Danmark. Den ligger i Region Hovedstaden, i den östra delen av landet. Nørreskov ligger på ön Sjælland. Den ligger väster om sjön Furesø. På västra sidan ligger en motorväg.